# Lin Qisheng
Lin Qisheng   (7 de juliol de 1971) és un aixecador de peses xinès, ja retirat, que va competir durant la dècada de 1990.
El 1992 va prendre part en els Jocs Olímpics d'Estiu de Barcelona, on guanyà la medalla de plata en la competició del pes mosca del programa d'halterofília.